# Ольшаница (Хмельницкая область)
Ольшаница (укр. Вільшаниця) — село в Белогорском районе Хмельницкой области Украины.
Население по переписи 2001 года составляло 344 человека. Почтовый индекс — 30231. Телефонный код — 3841. Занимает площадь 0,161 км².

## Местный совет
30230, Хмельницкая обл., Белогорский р-н, с. Ольшаница, ул. Центральная, 9/2